# Canal Imperial d'Aragó
El canal Imperial d'Aragó és un canal de rec i de navegació construït en l'últim terç del segle xviii entre Fontellas (Navarra) i Fuentes de Ebro (Saragossa). És una de les obres d'hidràulica més importants d'Europa. Es va construir per a millorar el regadiu de l'antiga Séquia Imperial d'Aragó, que portava l'aigua del riu Ebre fins a Saragossa i permetia estendre el regadiu a la ciutat. Així mateix va establir un servei de transport de viatgers i mercaderies entre Tudela i Saragossa.

## Orígens
El pla va ser dissenyat durant la Il·lustració per construir canals a Espanya com a Anglaterra i França. Aquest pla era utòpic, com que no tenia en compte la despesa real de les obres per les extremes condicions naturals d'Espanya, que les feien inviables. Segons aquest pla, el canal projectat al segle xviii, tenia dues aspiracions:
1. Salvar els meandres i assuts del tram mitjà de l'Ebre, fent-lo navegable, l'Ebre es comunicaria amb l'oceà Atlàntic pels rius Zadorra i Deva (Guipúscoa) o bé per Laredo, amb el Duero pel canal de Castella, i amb el Mediterrani pel canal d'Amposta.
2. La vella idea aragonesa d'aconseguir una sortida al mar que li permetés exportar directament els seus productes, principalment agrícoles.

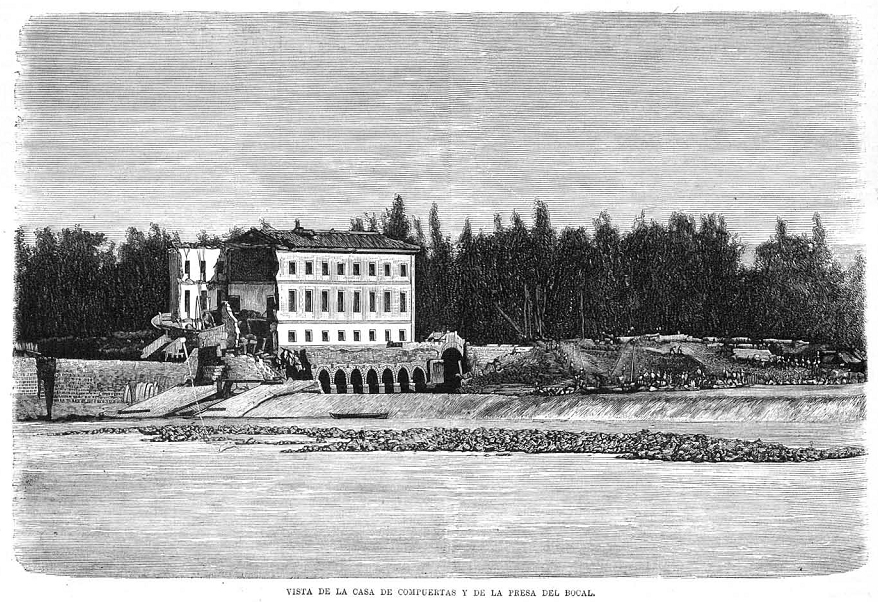
Vista de la Casa de Comportes i de la «presa del Bocal», després dels desperfectes soferts per un enfonsament a l'agost de 1874, a La Ilustración Española y Americana.

Aquest projecte, només es realitzar parcialment, amb quantioses inversions i obres addicionals, realitzada principalment per Ramón Pignatelli y Moncayo, per ordre del comte de Floridablanca entre 1776 i 1790, qui en aquests anys va acabar el gran aqüeducte del Xaló, el llit fins a Saragossa, el port de Miraflores, les principals dependències de l'empresa, l'assut del Bocal, multitud de ponts i almenares, les rescloses i molí de Casablanca, l'Ojo del Canal i set rescloses més per a la navegació aigües avall.
La portada de l'aigua a Saragossa pel canal Imperial va tenir com a conseqüència principal una reforma agrària duta a terme també per Pignatelli. La seva incidència social es va produir gràcies a l'ampliació de l'extensió del reg que va permetre a tots assegurar i regularitzar les collites evitant les crisis de subsistència o d'aliments, molt corrents en l'època. També va permetre posar en cultiu i repartir terres incultes.
Quant a la navegació, l'altre objecte del canal, mai es va complir plenament, ja que el llit no es va allargar més enllà de Saragossa. Al segle xix es va intentar perllongar el llit fins a Tudela i construir rescloses a Saragossa per comunicar-la amb l'Ebre, però aquesta idea pels alts costos, no va arribar a realitzar-se.
La navegació del canal, que ha perdurat fins fa poc, va ser establerta per Pignatelli. Va començar a funcionar en 1789 i va oferir un servei de transport de mercaderies i viatgers. L'existència de duana entre Navarra i Aragó va dificultar el tràfic interregional de mercaderies; no obstant això, el canal va complir amb efectivitat el seu minvat paper de via de comunicació comarcal. El tràfic va aconseguir un cert volum en els últims anys del segle xviii però va quedar tallat a causa de la guerra de la Independència. A mitjan segle xix ja s'havia recuperat, però l'establiment en 1861 del nou ferrocarril Saragossa-Altsasu, amb un recorregut paral·lel al del canal, va enfonsar el tràfic. La construcció d'altres línies de ferrocarril van fer perdre força a les idees de perllongar el canal i fer navegable l'Ebre; no obstant això, cap de les dues va desaparèixer.

## Situació geogràfica

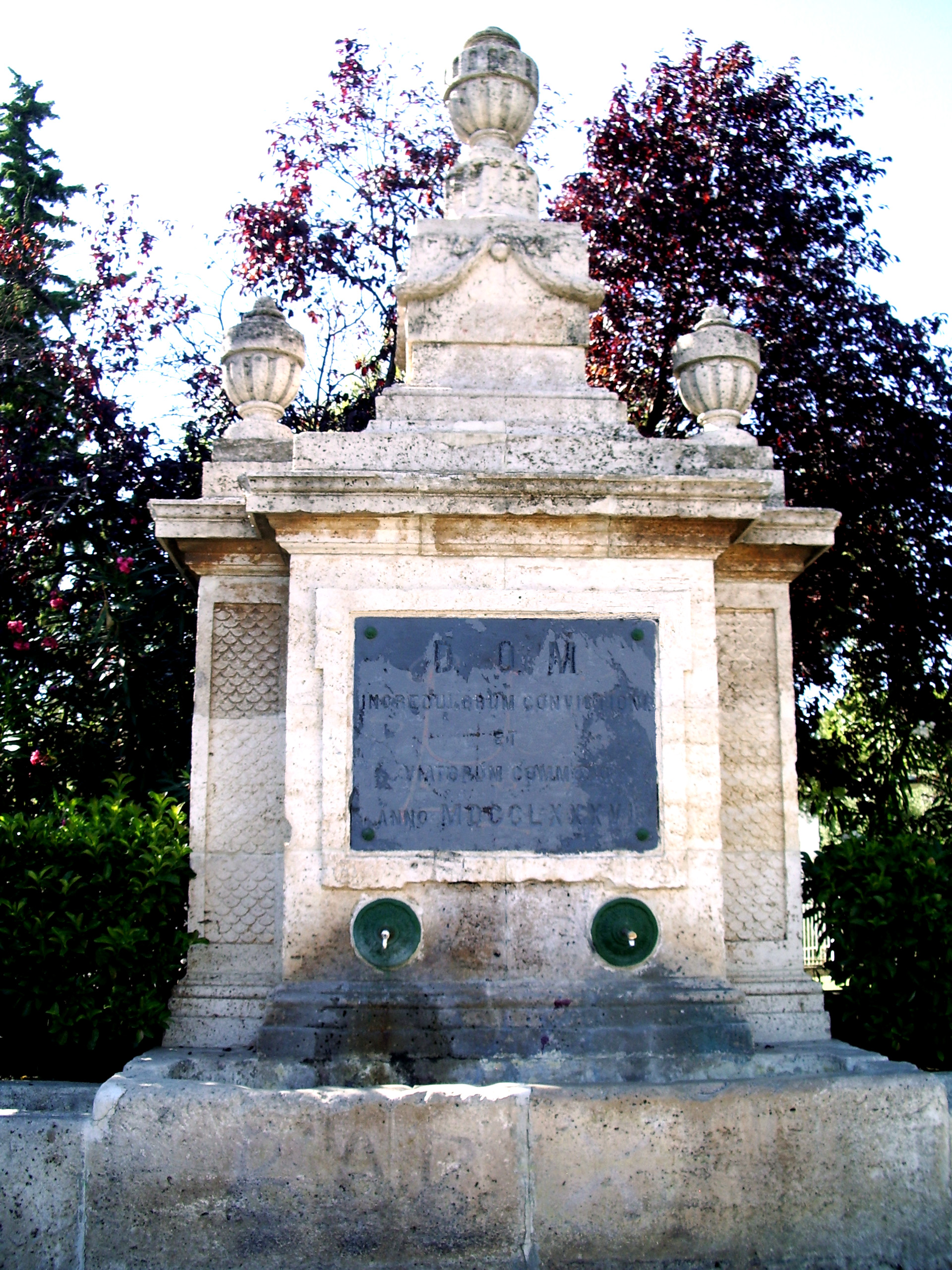
La Fuente de los Incrédulos commemora l'arribada a Saragossa de les aigües del canal Imperial d'Aragó.

## Situació actual
El reg del canal es divideix en tres zones compostes per les següents comunitats:
- Zona alta: Soto de la Sínia del marquès de Fontellas, Ribaforada, Buñuel, Cortes de Navarra, Mallén-Novillas, i Gallur.

- Zona mitjana: Boquiñeni, Luceni, Pedrola, Alcalá de Ebro, Cabañas de Ebro, Figueruelas, Séquia de Cascajo en Grisén, Jalón de Alagón, Garfilán de Torres de Berrellén, Castellar de Torres de Berrellén, Madrid-Centén, terme d'Almozara, Centén de Utebo, i Pinseque, Alagón i Peramán.

- Zona baixa: Garrapinillos, Miralbueno, Miraflores i El Burgo de Ebro.

El canal és gestionat en l'actualitat per la Confederació Hidrogràfica de l'Ebre que al seu torn és un organisme autònom del Ministeri d'Agricultura, Alimentació i Medi Ambient.
Les oficines de la Comunitat General d'Usuaris del Canal Imperial d'Aragó se situen igual que la seu de la pròpia Confederació Hidrogràfica de l'Ebre, a Saragossa en un modern edifici del barri de Torrero (en l'avinguda d'Amèrica, 1) en el qual, a més, han quedat instal·lats l'arxiu i la biblioteca de la institució, amb interessants fons del segle xviii.
Abans que la Confederació es fes càrrec de la gestió del canal, eren fins fa poc a la Casa del Canal, a la plaça de Santa Cruz de Saragossa.